# Тонкински инцидент
Тонкински инцидент (на английски: Gulf of Tonkin Incident) е общото име на две различни събития с участници военноморските сили на Северен Виетнам и САЩ.

## Инцидентът
На 2 август 1964 г., разрушителят „Maddox“ (DD-731) се сблъсква в Тонкинския залив с три виетнамски торпедни катера и им нанася щети, като претендира, че е бил атакуван. Два дни по-късно същият кораб, придружен от разрушителя „C. Turner Joy“ (DD-951), докладва за нов сблъсък със северновиетнамски съдове. Тези два инцидента са повод за първата голяма акция на въоръжените сили на САЩ в Югоизточна Азия.

## Прикриване на фактите
През октомври 2005 г. в Ню Йорк Таймс излиза публикация, че флотското командване съзнателно е изопачило данните на разузнаването, представени пред политиците. На 30 ноември 2005 г. ВМС на САЩ разкриват архивите, според които „само информацията, която поддържа обвинението, че комунистите са атакували двата разрушителя, е предоставена на администрацията на президента.“ Фактически присъствието на виетнамски сили по време на втората стрелба е под въпрос.

## Последици
Инцидентът дава повод на правителството на САЩ да влезе във Виетнамската война.